# Ricardo Naón
Ricardo Naón (La Plata, ... – ...; fl. XX secolo) è stato un calciatore argentino, di ruolo centrocampista.

## Caratteristiche tecniche
Giocava come mediano destro.